# Мятный шоколад
Мятный шоколад (или шоколадная мята) — популярный вид шоколада, приготовленный путём добавления в шоколад мятных ароматизаторов, таких как мята колосистая, мятный ликёр и мята перечная. Мятный шоколад можно найти в самых разнообразных кондитерских изделиях, таких как конфеты, драже, печенье, мятное мороженое с шоколадной крошкой, горячий шоколад и так далее. Иногда мятный шоколад добавляют в косметику. В зависимости от ингредиентов и используемого процесса мятный шоколад может источать очень характерный мятный аромат. Шоколадным компонентом может быть молочный шоколад, тёмный шоколад или же белый шоколад; благодаря этому мятный шоколад не имеет какого-то определённого вкуса, поэтому каждое сочетание шоколада и вкуса может быть уникальным.
Национальная ассоциация кондитеров США (NCA) отмечает «день мятного шоколада» (англ. «Chocolate Mint Day») 19 февраля.

## Продукция

### Мятный шоколад
- Aero Peppermint
- Andes Chocolate Mints
- Bendicks Bittermint
- Frango Mints
- Hershey's Mint Chocolate Chips[2]
- Laura Secord French Mint
- Lindt Mint Intense

### Мятные конфеты с шоколадом
- After Eight Mints
- Fry's Peppermint Cream
- Haviland Thin Mints
- Hershey's York Peppermint Patties
- Junior Mints
- Pearson's Chocolate Mint Patties
- Andes Chocolate Mints